# Birgit Hogefeld
Birgit Elisabeth Hogefeld (* 27. Juli 1956 in Wiesbaden) ist eine ehemalige Terroristin. Sie war Mitglied der Rote Armee Fraktion (RAF) und gilt als eine der Leitfiguren ihrer dritten Generation. Ab 1985 war sie an verschiedenen Anschlägen beteiligt, wurde 1993 verhaftet und 1996 unter anderem wegen mehrfachen Mordes zu einer lebenslangen Freiheitsstrafe verurteilt, aus der sie im Juni 2011 – als vorerst letztes inhaftiertes RAF-Mitglied – auf Bewährung entlassen wurde.

## Leben

### Sozialisation
Birgit Hogefeld ist Tochter von Marianne und Josef Hogefeld. Ihr Vater hatte in der Zeit des Nationalsozialismus den Kommunisten nahegestanden und sich vom Regime „missbraucht“ gefühlt, aber keinen Widerstand geleistet. Darin sah ihr Therapeut Horst-Eberhard Richter ein „Motivationsmoment“ für ihre RAF-Karriere, wie Anne-Kathrin Griese es nannte. Michael Sontheimer bezeichnete ihren Lebensweg als „exemplarisch für viele junge Linke“ in der frühen Bundesrepublik. Hogefeld selbst schilderte in rückblickenden Reflexionen, dass sie seit ihrer Kindheit „Sinnentleerung“ gespürt habe angesichts der Dominanz von „materiellen Werten und Konsum“ der Wirtschaftswundergesellschaft und dabei „etwas Unausgesprochenes verborgen werden sollte“, nämlich die deutsche NS-Vergangenheit, was zu einer „Glocke aus Dumpfheit, Enge und Schweigen“, zur generationellen „Abgrenzung zu den Eltern“ und zur „Erfahrung von Ohnmacht und dem Gefuehl der Unveraenderbarkeit“ geführt habe. Hogefeld begann sich „in einer diffusen Haltung des ,irgendwas machen‘“ (Jan Philipp Reemtsma) für Schülermitverwaltung, in autonomen Jugendzentren und sozialen Brennpunkten mit türkischstämmigen Jugendlichen sowie bei Fahrpreisdemonstrationen zu engagieren. Prägend für ihre Politisierung sei nach der Teilnahme an Protesten gegen den Vietnamkrieg als „eine der zentralen Weichenstellungen für mein Leben“ der Tod des RAF-Mitglieds Holger Meins während eines Hungerstreiks in Haft 1974 gewesen. Alle Aktivitäten in sozialen Projekten gab sie auf und begann sich „mit Isolationsfolter, toten Trakts, der systematischen Vernichtung von politischen Gefangenen auseinanderzusetzen“:
„Das Bild des toten Holger Meins werden die meisten, die es kennen, ihr Leben lang nicht vergessen – sicher auch deshalb, weil dieser ausgemergelte Mensch so viel Ähnlichkeit mit KZ-Häftlingen, mit den Toten von Auschwitz hat. … Für mich wurde daraus eine zentrale Herausforderung, mit einer zutiefst moralischen Fragestellung, nämlich der, ob alles, was ich bis dahin über NS-Faschismus wußte und meine tiefe Ablehnung, verbunden mit dem Vorwurf an den Großteil der Generation vor uns, nichts dagegen unternommen zu haben, ob all das bloß hohles Geschwätz war und ich im Grunde genauso ignorant und feige gegenüber solchen Verbrechen bin oder ob ich dagegen Partei ergreife.“
Jan-Philipp Reemtsma nannte diese Parallelisierung in seiner Analyse „klischiert“ und keineswegs naheliegend, Gerd Koenen die „Ersetzung jeder empirischen Realität durch herbeizitierte Bilder, … ein Modell des ganzen eigentümlichen Idealismus/Irrealismus der RAF“. Ihre Überlegung aber wurde für Hogefeld im Rückblick zur „Frage nach meiner eigenen Identität, Glaubwürdigkeit und Verantwortung“. 1975 begann sie deshalb in Frankfurt am Main ein Studium der Rechtswissenschaft, um als Rechtsanwältin gegen diese Haftbedingungen vorgehen zu können, brach es aber 1977 wegen des Umgangs mit den RAF-Anwälten ab. Die musisch Begabte, die eigentlich Musik studieren oder Orgelbauerin hatte werden wollen, gab daraufhin Orgelunterricht. Von nun an engagierte sie sich in der Unterstützung inhaftierter RAF-Mitglieder bei der Wiesbadener Roten Hilfe, die ihr späterer Lebensgefährte Wolfgang Grams mitgegründet hatte und die Alexander Straßner als „Rekrutierungsbecken für RAF-Kader“ bezeichnet.

### Mitglied der RAF
Zu ihrer RAF-Karriere sind nur wenige Details bekannt; sie tauchte 1984 ebenso wie ihr Lebensgefährte Wolfgang Grams in den Untergrund ab und wird für die folgenden neun Jahre bis zur Festnahme 1993 der sogenannten Kommandoebene der RAF zugerechnet. Damit wählte sie laut Jan-Philipp Reemtsma „eine Lebensform, die Machterfahrungen mit sich brachte wie keine andere“.
Über die dritte Generation der RAF, der Hogefeld als eine der „Leitfiguren“ angehörte, ist weit weniger bekannt als über ihre in den 1970er Jahren aktiven Vorgänger; die offenbar überschaubar große Kommandoeinheit hinterließ keine Fingerabdrücke, fuhr keine auffälligen Autos, trennte die Wohnungen klar von den Waffendepots und schottete sich von der Unterstützerszene ab – weshalb kaum Informationen nach außen drangen. Auch der Umfang der Beteiligung Hogefelds ist unklar. Sie erwähnte in einem öffentlichen Brief an Eva Haule, Wolfgang Grams habe „zu denen gehört, die im Sommer 1984 nach den Verhaftungen von 7 Genossinnen und Genossen, und als die RAF faktisch zerschlagen war, sie neu aufgebaut haben“. Hogefeld selbst fiel das Leben im Untergrund – laut Eigenauskunft gegenüber Andres Veiel – schwerer als Grams, der sie als ruhiger Gegenpol unterstützte; sie blieben unerkannt, indem sie Blickkontakt vermieden und sich möglichst unauffällig-spießig kleideten. Hogefeld war im August 1985 Mittäterin bei der Ermordung des US-Soldaten Edward Pimental und bei dem Sprengstoffanschlag auf die Rhein-Main Air Base und in der Folgezeit an verschiedenen weiteren Anschlägen beteiligt (siehe zu Details den Abschnitt Gerichtsverfahren). Im Februar 1987 wurde erstmals nach Hogefeld und Grams durch eine Suchmeldung der Tagesschau im Fernsehen gefahndet, nachdem bereits ab 1985 Plakate mit den Bildern der mutmaßlichen RAF-Mitglieder bundesweit aushingen. Auch im Untergrund setzten sich Hogefeld und Grams weiterhin mit der deutschen NS-Vergangenheit auseinander; so verbrachten sie einen ganzen Tag in der Gedenkstätte der Tötungsanstalt Hadamar. Derartige Erfahrungen hätten ihnen, so Hogefeld in der Rückschau, „letztendlich die Kraft, weiterzumachen“ gegeben. Eine positive Vorstellung für eine zukünftige Gesellschaft hätten sie nicht besessen, sondern seien von „(Zer)störung, Angriff, Unterminierung des Schweinesystems“ angetrieben worden.
Ab dem Ende der 1980er Jahre und insbesondere nach dem Zusammenbruch des Ostblocks 1989 begannen in der RAF laut Aussagen Hogefelds Überlegungen zu einer Umorientierung und zu einer „Annäherung an die legale Linke“, die im April 1992 in einer Absage an Gewalt gegen Personen mündete, als deren Mitautorin Hogefeld gilt. In den nächsten Monaten suchten Hogefeld und Grams Kontakt zu Menschen, die nichts mit der RAF zu tun hatten, um Distanz zum eigenen Weltbild zu gewinnen, darunter mit dem Schauspieler Matthias Dittmer. Sie erwogen dabei Ausstiegsszenarien und die Rückkehr in ein normales Leben mit Familie.

### Festnahme
Am 27. Juni 1993 wurde Hogefeld beim GSG-9-Einsatz in Bad Kleinen von der Polizei verhaftet. Unmittelbar davor hatte sie einige Tage mit Klaus Steinmetz verbracht, einem V-Mann des rheinland-pfälzischen Verfassungsschutzes. Diesem war es gelungen, das Vertrauen der RAF-Kommandoebene zu gewinnen. Ab Anfang der 1990er Jahre hatte sich Steinmetz mehrfach mit Hogefeld und Grams getroffen und die Eltern von Wolfgang Grams zu einem Treffen mit den beiden gefahren. Steinmetz hatte das Treffen den Behörden gemeldet, woraufhin diese einen großangelegten Zugriff planten. Hogefeld wurde in der Unterführung des Bahnhofs Bad Kleinen festgenommen und in Handschellen auf den Bahnhofsvorplatz geführt; über die weiteren Geschehnisse wurde sie zunächst im Unklaren gelassen. Der GSG-9-Polizist Michael Newrzella wurde bei einem anschließenden Schusswechsel vom flüchtenden Grams erschossen, Grams verübte laut dem Ergebnis der staatsanwaltlichen Ermittlungen Suizid, während Hogefeld von einer Hinrichtung Grams’ durch GSG-9-Beamte ausgeht. Hogefeld wurde ins Landeskriminalamt Wismar gebracht und am nächsten Tag mit einem Hubschrauber zur Bundesanwaltschaft in Karlsruhe geflogen.
Ermittler fanden in einem Schließfach im Bahnhof Wismar Hogefelds Rucksack. Die darin befindlichen Briefe und Tonbänder belegten den Kontakt mit einer Reihe von Personen, die teilweise nur dadurch dem Umfeld der RAF beziehungsweise ihrer Kommandoebene zugeordnet werden konnten.

### Gerichtsverfahren
Nachdem die Staatsanwaltschaft Schwerin im Januar 1994 ihre Ermittlungen zum GSG-9-Einsatz abgeschlossen und die Bundesregierung im März 1994 einen Abschlussbericht vorgelegt hatte, wurde der Prozess gegen Hogefeld beim Staatsschutzsenat des Oberlandesgerichts Frankfurt am Main am 15. November 1994 eröffnet. In der Anklage des Generalbundesanwalts beim Bundesgerichtshof wurde ihr zur Last gelegt:
- Mittäterschaft beim Mord am US-Soldaten Edward Pimental 1985: Hogefeld hatte den jungen Soldaten mit der Aussicht auf ein Liebesabenteuer aus einer Wiesbadener Diskothek gelockt. Er wurde nachts im Wiesbadener Stadtwald durch einen Schuss in den Hinterkopf getötet. Die Richter kamen zu der Überzeugung, dass das einzige Motiv der Mörder gewesen sei, seinen Ausweis zu bekommen. Birgit Hogefeld schwieg zur eigenen Beteiligung, nannte die Tat in ihrem Prozess-Schlusswort aber „grauenhaft und zutiefst unmenschlich“.[5]
- Mittäterschaftlicher Mord in zwei Fällen in Tateinheit mit versuchtem Mord in zwei Fällen sowie Herbeiführen einer Sprengstoffexplosion (Sprengstoffanschlag auf die Rhein-Main Air Base mit zwei Toten und 23 Verletzten, darunter zwei Schwerverletzten, 1985). Mit dem wenige Stunden zuvor erlangten Ausweis Edward Pimentals habe ein männliches RAF-Mitglied am folgenden Tag ein Auto mit 126 Kilogramm Sprengstoff auf dem Gelände des Stützpunktes abgestellt und gezündet. Bei der Explosion wurden einem Soldaten Gesicht und Bauch und einer US-Zivilangestellten der Schädel von Splittern aufgerissen; beide starben wenig später. Eine deutsche Zivilangestellte und ein weiterer US-Soldat überlebten verstümmelt. Den Kaufvertrag für das benutzte Auto unterschrieb Hogefeld laut einem Schriftgutachten unter einem falschen Namen. Die Unterschrift und die Zeugenaussage des Autoverkäufers bewiesen ihre Mittäterschaft, so der Senat.
- Mittäterschaftlich versuchter Mord in zwei Fällen (Attentat auf den damaligen Finanzstaatssekretär Hans Tietmeyer und seinen Fahrer 1988); Hogefelds Tatbeitrag wurde in der Anmietung des Tatautos gesehen, die ein Schriftgutachten nachwies.
- Mittäterschaftliches Herbeiführen einer Sprengstoffexplosion in Tateinheit mit Zerstörung von Bauwerken (Sprengstoffanschlag gegen die JVA Weiterstadt 1993), was ihr durch einen Brief ihrer Mutter und ihr zuzuordnende Textilfasern im Tatfahrzeug zuzurechnen sei.
- Mittäterschaft bei der Erschießung des GSG-9-Beamten Michael Newrzella durch Wolfgang Grams, da ihr – obwohl zum Zeitpunkt des Schusses bereits verhaftet – Grams’ Tatbeitrag zuzurechnen sei, weil beide verabredet hätten, sich im Fall eines Festnahmeversuchs den Fluchtweg freizuschießen und damit ein gemeinsamer Tatplan bestanden habe (§ 25 Abs. 2 StGB).[29]
- Mitgliedschaft in einer terroristischen Vereinigung.

Anders als die meisten anderen RAF-Mitglieder wählte Hogefeld keine „politische“ Verteidigungsstrategie, sondern hielt sich an die Konventionen der Strafprozessordnung und ließ sich nicht zu den Vorwürfen ein. Während des Prozesses gab Hogefeld einige Erklärungen ab, in denen sie sich mit der RAF und ihrer eigenen Person und Situation auseinandersetzte. Sie begann noch während des Prozesses, ihre eigene Vorgeschichte zu hinterfragen, benannte im Schlusswort „vieles in unserer Geschichte [der RAF] als Irrweg“, sah „katastrophale Fehler“ und forderte die noch aktiven RAF-Mitglieder auf, die Auflösung zu erklären. Ihre Erklärung hat die im März 1998 folgende Auflösungserklärung der RAF „maßgeblich befördert“.
Laut Andres Veiel kostete Hogefelds selbstkritische Analyse sie in der Untersuchungshaft die Unterstützung durch andere RAF-Mitglieder und die Unterstützerszene und brachte ihr den Vorwurf des Verrats und der Anbiederung ein. Dagegen sei ihr vom Großteil der Medien Sympathie entgegengebracht worden, was wiederum die Bundesanwaltschaft veranlasst habe, „mit immer neuen Vorwürfen das Bild der skrupellosen, mörderischen Terroristin zu festigen“.
Am 5. November 1996 sprach das Oberlandesgericht Hogefeld in allen Anklagepunkten schuldig – bis auf den Vorwurf der Mittäterschaft bei der Tötung Michael Newrzellas in Bad Kleinen. Aus den Einzelstrafen für die Taten wurde als Gesamtstrafe eine lebenslange Freiheitsstrafe gebildet, wobei der Senat in Zusammenhang mit dem Mord an Pimental von „menschenverachtender Gesinnung“ sprach und die „besondere Schwere der Schuld“ feststellte.
Das Urteil wurde im Februar 1998 teilweise – hinsichtlich des Tatvorwurfs des Anschlags auf die JVA Weiterstadt – aufgehoben. Der 3. Strafsenat des Bundesgerichtshofs verwies das Verfahren insoweit zur erneuten Verhandlung und zur Bildung einer neuen Gesamtstrafe zurück an das Oberlandesgericht Frankfurt am Main. Dort wurde das Verfahren hinsichtlich des Weiterstadt-Anschlags eingestellt und am 29. Juni 1998 eine Gesamtstrafe in gleicher Höhe wie bisher ausgesprochen. Die dagegen gerichtete Revision verwarf der Bundesgerichtshof am 5. Januar 1999.

### Haftzeit
Während ihrer Haft begann Hogefeld ein Studium der Literaturwissenschaft und Sozialpsychologie an der Fernuniversität in Hagen, das sie 2007 abschloss. Ihre Magisterarbeit beschäftigte sich mit dem Roman Der Vorleser von Bernhard Schlink. Anschließend begann sie, an einer Dissertation zum Thema „Groteske Strukturen und kulturelles Gedächtnis in der deutschsprachigen Literatur der dritten Generation“ zu arbeiten.
Im Mai 2007 lehnte Bundespräsident Horst Köhler es ab, einem Gnadengesuch Birgit Hogefelds zu entsprechen, und kündigte an, darüber später zu entscheiden. Sie befand sich zu dieser Zeit in der Justizvollzugsanstalt Frankfurt-Preungesheim. Im Juli 2008 lehnte das Oberlandesgericht Frankfurt einen Antrag auf Aussetzung der Reststrafe zur Bewährung ab. Eine reguläre Haftentlassung sei frühestens 2011 möglich. Bei der Wahl des Zeitpunktes spielte eine Rolle, dass Birgit Hogefeld sich in der Haft von der RAF distanziert hatte. So schrieb der sie betreuende Psychiater Horst-Eberhard Richter 2004: „Aus der wahnhaften Selbstentfremdung ist sie voll erwacht. Realitätsbewusstsein und Gefühlswelt sind längst wieder intakt.“ Die Aussagekraft und Bedeutung ihrer selbstreflektierenden Distanzierung von der RAF ist allerdings umstritten; Jan Philipp Reemtsma hat Hogefelds Wandlung kritisch hinterfragt, die Bewertungen Richters als zu empathisch und zu persönlich involviert abgelehnt und Hogefelds Einlassen auf Richter so gedeutet, dass sie in ihm „ihren wahren Richter“ sehe. Alexander Straßner nimmt zwischen beiden Positionen eine „Mittelstellung“ ein: „zwischen systematischer Ausblendung der Realität und eigener Einsicht in die Verfehltheit des praktizierten Aktionismus“ sieht er Hogefelds nachträgliche Reflexion.
Anfang Oktober 2009 wurde Birgit Hogefeld in den offenen Vollzug verlegt. Sie nahm eine Tätigkeit als Volontärin auf. Hogefelds Gnadengesuch lehnte Präsident Köhler im Mai 2010 endgültig ab. Im Juni 2011 wurde Hogefeld – als letztes inhaftiertes RAF-Mitglied – aus der Haft entlassen. Der Rest ihrer Freiheitsstrafe wurde für fünf Jahre zur Bewährung ausgesetzt. Auf das Angebot einer Kronzeugenregelung ging Hogefeld laut Aussage des RAF-Experten Butz Peters nicht ein. Sie schweigt weiterhin über die konkrete Ausführung der Taten und die daran Beteiligten.

### Rezeption
In der Untersuchungshaft hatte sich Birgit Hogefeld 1996 mit Patrick von Braunmühl, dem Sohn des RAF-Opfers Gerold von Braunmühl, und zweien seiner Brüder getroffen. Sie schilderte ihnen dabei die generelle Abstraktheit der Opferauswahl, war aber nicht bereit, über die Begehung der Taten konkrete Auskunft zu geben; zu einem weiteren Treffen kam es nicht. Diese Begegnung wurde 2007 in Anne Siemens’ Buch Für die RAF war er das System, für mich der Vater über die Perspektive der RAF-Opferangehörigen und 2015 in Hubertus Siegerts Dokumentarfilm Beyond Punishment aufgegriffen, der sich mit Transitional Justice beschäftigt.
Hogefelds Texte aus den 1990er Jahren waren für den Regisseur Andres Veiel der Ausgangspunkt, sich mit der dritten RAF-Generation zu beschäftigen; es sei „neu“ gewesen, dass „jemand aus der RAF … ich sagt. Da gab es kleine Risse in der Betonsprache“. Aus dieser Auseinandersetzung entstand der Film Black Box BRD (2001), der die Lebenswege von Wolfgang Grams und Alfred Herrhausen parallel erzählt. Hogefeld, die Veiel als ehrenamtlicher Betreuer häufig in der Haft besucht hatte, zog ihre Bereitschaft zur Mitwirkung an dem Film zurück, als klar wurde, dass auch Herrhausen prominent behandelt wird – denn wenn ihr Bild neben seinem erscheine, werde möglicherweise „ein Tatzusammenhang konstruiert, der so nicht gegeben ist, für den sie nicht verurteilt worden ist“, so Veiel, während Andreas Platthaus vermutete, dass sie eine negative Wirkung für ein mögliches Gnadengesuch fürchtete. Sie wirkte aber an dem gleichnamigen Buch zum Film mit, das 2002 erschien und Auskünfte über ihre Familie, Sozialisation und Ideenwelt gibt. Neben den Angehörigen von Braunmühls setzte sich auch Herrhausens älteste Tochter Bettina mit Hogefeld auseinander. Sie sei davon überzeugt, dass sich Hogefeld „vom Terrorismus wegentwickelt“ habe „zu der Überzeugung, dass dieser Weg für sie selbst und generell ein falscher war.“ Bettina Herrhausen sprach sich dafür aus, Hogefeld nicht „an einem Punkt fest[zu]halten, an dem [sie] längst nicht mehr ist.“
Christoph Hein porträtiert Hogefeld 2005 im Roman In seiner frühen Kindheit ein Garten als Freundin des – Wolfgang Grams nachempfundenen – Protagonisten in der Figur der Katharina Blumenschläger, ein Name, den Der Spiegel als „neckische“, Der Standard als „plumpe“ Anspielung auf Heinrichs Bölls Die verlorene Ehre der Katharina Blum bezeichnet haben. In Frank Witzels Roman Die Erfindung der Roten Armee Fraktion durch einen manisch-depressiven Teenager im Sommer 1969 von 2015 hat der Protagonist als Jugendlicher eine ähnliche Prägung erfahren wie die etwa gleichaltrige Birgit Hogefeld. Im Sinne eines „spekulativen Realismus“ wird dieser in einer Episode über seine vermutete Bekanntschaft mit Hogefeld befragt, da beide zur gleichen Zeit als Jugendliche Orgelunterricht an der Herz-Jesu-Kirche in Wiesbaden-Biebrich genommen haben sollen. Dabei wird die intensive Beschäftigung beider mit dem Foto des aufgebahrten Toten Holger Meins und seine Nähe zur religiösen Kunst thematisiert.

## Texte, Briefe, Gespräche
- Briefe Birgit Hogefelds an Helmut Pohl (Anfang November 1993) und Brigitte Mohnhaupt (16. November 1993), in: ID-Archiv im IISG (Hrsg.): „wir haben mehr fragen als antworten“: RAF. diskussionen 1992–1994. Edition ID-Archiv, Berlin und Amsterdam 1995, ISBN 3-89408-044-2 (PDF), S. 265–267 und S. 296–301.
- ID-Archiv (Hrsg.): Birgit Hogefeld. Ein ganz normales Verfahren … Prozesserklärungen, Briefe und Texte zur Geschichte der RAF. Berlin 1996.
- Birgit Hogefeld: Zur Geschichte der RAF. In: Versuche, die Geschichte der RAF zu verstehen. Das Beispiel Birgit Hogefeld. Psychosozial, Gießen 1996, ISBN 3-930096-87-0, S. 19–58 (Auszug, erweiterte Neuausgabe unter Literatur).
- Gerd Rosenkranz: Wir waren sehr deutsch. In: Der Spiegel, 13. Oktober 1997, S. 169–174 (Gespräch mit Birgit Hogefeld).